# 高野敦
高野 敦（たかの あつし、1974年 -）は、日本の工学者である。宇宙機、構造設計、材料力学、統計的強度評価を専門とする。

## 経歴
1974年東京都に生まれる。横浜国立大学入学。サークルでは1996年1997年頃「鳥人間コンテスト選手権大会」に向けての研究。横浜国立大学工学部建築学科卒、東京大学大学院工学敬研究科航空宇宙工学専攻では人工衛星を研究。企業三菱電機株式会社に就職トルコ国営衛星通信会社向け通信衛星“Turksat 4A/4B」開発に携わる。
現在、神奈川大学工学部機械工学科教授。高野研究室では2016年に材料費１台80万円の超小型ハイブリッドロケットの開発を行いメディアに取り上げられるなど注目される。神奈川大学工学部航空宇宙構造研究室・宇宙ロケット部参照。

## 著作・文献
- 『CFRP～製品応用・実用化に向けた技術と実際～ 』（共著） 2016/03